# Russowia
Russowia là một chi thực vật có hoa trong họ Cúc (Asteraceae).

## Loài
Chi Russowia gồm các loài: